# Jean Montreuil
Jean Montreuil, né le 11 octobre 1920 à Lille et mort le 16 juillet 2010 à Arad en Roumanie, est un biochimiste français.

## Biographie
Le professeur Jean Montreuil était un chercheur reconnu en biochimie moléculaire, et plus particulièrement en glycobiologie, qui consiste à étudier le rôle des sucres dans les cellules du corps humain, une discipline dont Jean Montreuil a été un pionnier et l'un des fondateurs.
Il a notamment créé en 1958 le Laboratoire de chimie biologique de l'université des sciences et technologies de Lille à Lille : rue Gosselet puis en 1963 à Villeneuve-d'Ascq dans la toute nouvelle université. Le laboratoire de chimie biologique est devenue depuis l'unité mixte de recherche USTL/ CNRS n° 8576. Cette unité compte actuellement 9 services et une centaine de chercheurs. Il a contribué à la rédaction d'une vingtaine d'ouvrages et a signé 750 publications.
Il était :
- Professeur émérite à l'université des sciences et technologies de Lille
- Membre de l'Académie de médecine de Paris (1979)
- Membre de l'Académie royale de médecine de Belgique (1985)
- Membre de l'Académie des sciences de Paris (1987)
- Membre d'honneur de l'Académie roumaine (1993)
- Docteur honoris causa de l'université libre de Bruxelles (1989)
- Docteur honoris causa de l'université Alexandru Ioan Cuza University, Roumanie (1999)
- Docteur honoris causa de l'université Vasile Goldis d'Arad, Roumanie (2006)

Décorations :
Commandeur de l’ordre national du Mérite, commandeur des Palmes académiques
Contributions scientifiques majeures :
Jean Montreuil, avec Geneviève Spik et d'autres collaborateurs,
– a découvert et isolé les immunoglobulines IgA  et la transferrine (lactotransferrine) du lait ;
– a isolé et déterminé la structure de nombreux glycannes complexes (oligosides) en particulier ceux du lait de femme ;
– a contribué à la connaissance de la dégradation des glycannes dans les lysosomes en relation avec les maladies lysosomiques ;
– avec Hans Vliegenthart et ses collaborateurs, a jeté les bases de la détermination de l'enchainement des oses dans les glycannes et de leur structure tridimensionnelle par RMN, résonance magnétique nucléaire.